# Indeterminació (límit)
En càlcul, indeterminació o límit indeterminat és una expressió que s'utilitza a l'hora d'avaluar un límit quan no es pot saber a priori quin serà el resultat d'aquest. Tot i això, utilitzant les propietats dels límits es poden arribar a resoldre aquestes indeterminacions.

## Idea intuïtiva
Per tal de comprendre què significa que un límit és indeterminat, es pot observar el següent exemple. Tenim, en primer lloc, que 

{\displaystyle {\frac {a}{\infty }}=0}

És a dir, que sigui quin sigui el valor de {\displaystyle \,a\in \mathbb {R} }, si el dividim per infinit donarà zero. Si aïllem la {\displaystyle \,a}, veiem que

{\displaystyle 0\cdot \infty =a}

Com hem vist abans, qualsevol nombre compleix la relació. Per tant, en multiplicar l'infinit per zero també podem obtenir qualsevol nombre, i no podem saber quin serà sense efectuar abans algunes operacions.

## Indeterminacions
Seguint el procediment que hem explicat anteriorment, podem veure que hi ha fins a 7 indeterminacions, que són les següents:

{\displaystyle {\frac {0}{0}},\;{\frac {\infty }{\infty }},\;\infty -\infty ,\;0\cdot \infty ,\;1^{\infty },\;0^{0},\infty ^{0}}

En tots els casos es pot arribar a resoldre el límit que ens hi condueix emprant un mètode determinat, que és diferent en cada cas.

## Resolució d'indeterminacions
A continuació es mostren diferents procediments que es poden utilitzar per resoldre límits que condueixen a una indeterminació.

### Cas infinit dividit d'infinit
Suposem que tenim un límit tal que

{\displaystyle \lim _{x\to a}f(x)={\frac {\infty }{\infty }}}

#### Terme director
Si tenim un límit que tendeix a infinit i que consisteix en la divisió de dos polinomis, podem aplicar terme director per resoldre'l.
Suposem que tenim dos polinomis tals que {\displaystyle P(x)=a_{0}+a_{1}x+\ldots +a_{n}x^{n}} i {\displaystyle Q(x)=b_{0}+b_{1}x+\ldots +b_{m}x^{m}}. Llavors, el límit

{\displaystyle \lim _{x\to \infty }{\frac {P(x)}{Q(x)}}=\lim _{x\to \infty }{\frac {a_{n}x^{n}}{b_{m}x^{m}}}}

Per exemple, si hem de resoldre el següent límit:

{\displaystyle \lim _{x\to \infty }{\frac {3x^{2}+3}{5x^{2}-2x}}=\left({\frac {\infty }{\infty }}\;\mathrm {ind.} \right)}

Aplicant terme director

{\displaystyle \lim _{x\to \infty }{\frac {3x^{2}+3}{5x^{2}-2x}}=\lim _{x\to \infty }{\frac {3x^{2}}{5x^{2}}}={\frac {3}{5}}}

#### Regla de l'Hôpital
La regla de l'Hôpital és vàlida per resoldre límits del tipus infinit dividit d'infinit. El que diu la regla és el següent:

{\displaystyle \lim _{x\to a}{\frac {f(x)}{g(x)}}={\frac {\infty }{\infty }}\;\Rightarrow \;\lim _{x\to a}{\frac {f(x)}{g(x)}}=\lim _{x\to a}{\frac {f'(x)}{g'(x)}}}

Per exemple, podem resoldre el següent límit:

{\displaystyle \lim _{x\to \infty }{\frac {\ln x}{x}}=\left({\frac {\infty }{\infty }}\;\mathrm {ind.} \right)=\lim _{x\to \infty }{\frac {\frac {1}{x}}{1}}=0}

### Cas zero dividit per zero
Suposem que tenim un límit tal que

{\displaystyle \lim _{x\to a}f(x)={\frac {0}{0}}}

Aquests límits es resolen normalment utilitzant la regla de l'Hôpital. Tot i això en alguns casos no serveix, i en d'altres no és necessari.

#### Utilitzant la regla de l'Hôpital
La regla de l'Hôpital diu el següent

{\displaystyle \lim _{x\to a}{\frac {f(x)}{g(x)}}={\frac {0}{0}}\;\Rightarrow \;\lim _{x\to a}{\frac {f(x)}{g(x)}}=\lim _{x\to a}{\frac {f'(x)}{g'(x)}}}

Que també és aplicable quan el límit tendeix a infinit.
Anem a veure com s'aplica amb un exemple. Volem calcular el següent límit

{\displaystyle \lim _{x\to 0}{\frac {\sin ^{2}x}{x}}=\left({\frac {0}{0}}\;\mathrm {ind.} \right)=\lim _{x\to 0}{\frac {2\sin x\cos x}{1}}={\frac {2\cdot (0)\cdot (1)}{1}}=0}

En alguns casos farà falta aplicar la regla de l'Hôpital més d'una vegada. Per exemple, quan resolem el següent límit:

{\displaystyle \lim _{x\to 0}{\frac {1+x-e^{x}}{x^{2}}}=\left({\frac {0}{0}}\;\mathrm {ind.} \right)=\lim _{x\to 0}{\frac {1-e^{x}}{2x}}}

Continua sent indeterminat encara que hem aplicat una vegada la regla. Com veiem, però, podem tornar a aplicar-la:

{\displaystyle \lim _{x\to 0}{\frac {1-e^{x}}{2x}}=\left({\frac {0}{0}}\;\mathrm {ind.} \right)=\lim _{x\to 0}{\frac {-e^{x}}{2}}={\frac {-1}{2}}}

##### Observació
Cal fixar-se que el resultat del límit sigui igual a {\displaystyle {\frac {0}{0}}}, ja que aplicar la regla de l'Hôpital en altres casos conduirà a límits diferents de l'original.

### Cas zero per infinit
Aquesta indeterminació es resol transformant el límit en un cas de zero dividit de zero o en un cas infinit dividit per infinit. Un cop fet això, caldrà resoldre el nou límit aplicant la regla de l'Hôpital.
Si per exemple tenim el límit:

{\displaystyle \lim _{x\to a}f(x)\cdot g(x)=0\cdot \infty }

Llavors podem obtenir aquests dos límits resolubles segons la regla de l'Hôpital:

{\displaystyle \lim _{x\to a}{\frac {f(x)}{\frac {1}{g(x)}}}={\frac {0}{0}},\quad \lim _{x\to a}{\frac {g(x)}{\frac {1}{f(x)}}}={\frac {\infty }{\infty }}}

Suposem que volem resoldre el següent límit:

{\displaystyle \lim _{x\to 0}x\ln x=(0\cdot \infty \;\mathrm {ind.} )=\lim _{x\to 0}{\frac {\ln x}{\frac {1}{x}}}}

Aplicant la regla de l'Hôpital:

{\displaystyle \lim _{x\to 0}{\frac {\ln x}{\frac {1}{x}}}=\lim _{x\to 0}{\frac {\frac {1}{x}}{\frac {-1}{x^{2}}}}=\lim _{x\to 0}-{\frac {x^{2}}{x}}=\lim _{x\to 0}-x=0}